# Walter Bockenkamp

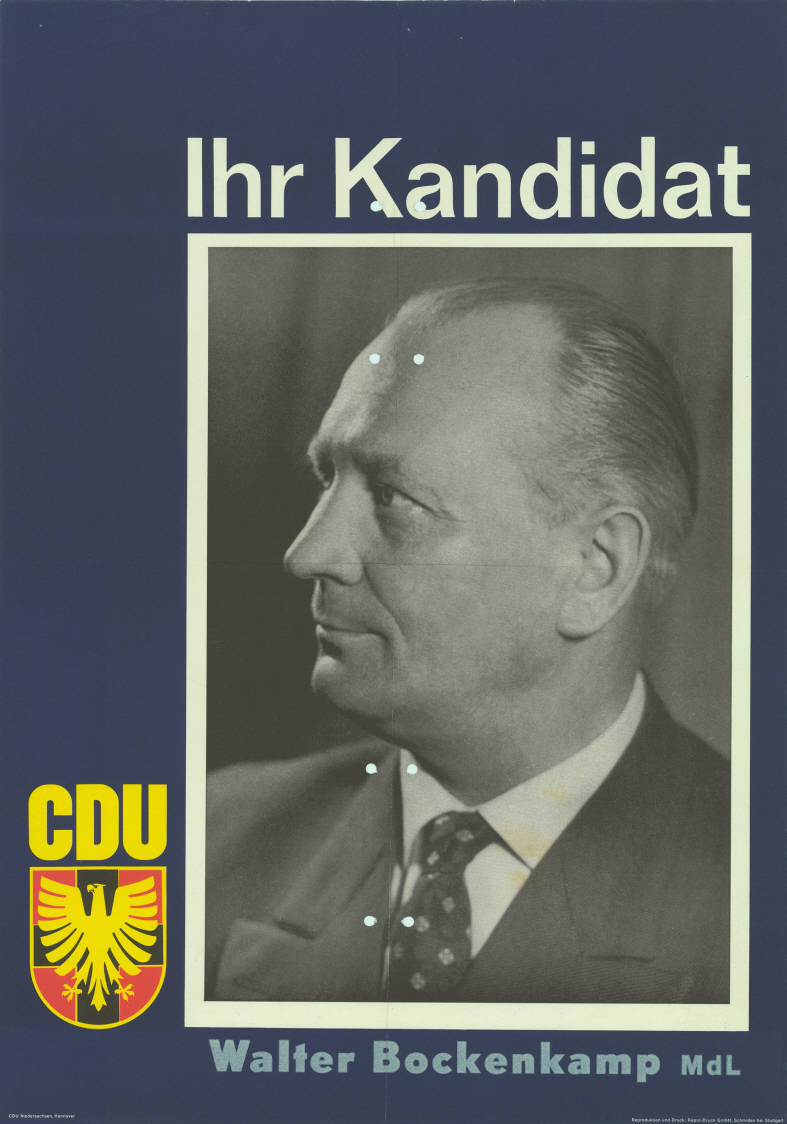
Wahlplakat (1963)

Walter Bockenkamp (* 19. September 1907 in Groß Dahlum im Landkreis Wolfenbüttel; † 21. Juni 1994 in Hannover) war ein deutscher Politiker.
Bockenkamp besuchte das Reformrealgymnasium in Forst (Lausitz) sowie später in Braunschweig. Danach absolvierte er erfolgreich eine kaufmännische Lehre in Industrie und Wirtschaft. Bockenkamp trat zum 1. April 1930 der NSDAP bei (Mitgliedsnummer 219.875), in der er sich als politischer Leiter betätigte. Er war offenbar auch Mitglied der SS. Er war mit dem Aufbau der Wehrmacht als Sachbearbeiter in höheren Führungsstäben der Luftwaffe und in der Luftfahrtforschung betraut. Es folgte ein Fronteinsatz als Batteriechef, später wurde er 2. Generalstabsoffizier einer Luftwaffen-Felddivision und Quartiermeister eines Armeekorps. Diese Tätigkeit übte er bis Kriegsende aus.
Direkt nach Kriegsende im Jahr 1945 begann er, als selbständiger Fuhrunternehmer und in der Landwirtschaft tätig zu werden. 1947 wurde er Geschäftsführer einer Nährmittelfabrik in Wiesbaden. Zwischen den Jahren 1948 bis 1961 war er Geschäftsführer und Verlagsleiter einer Wochenzeitung für Politik, Wirtschaft und Kultur in Hannover. Von 1955 bis 1960 war er zudem Mitglied des Rundfunkrates des NDR. Nach Gründung der Bundeswehr war er im Rang eines Majors tätig.
Politisch war Bockenkamp nach Kriegsende zunächst Kreisvorsitzender der DP Hannover-Kleefeld/Kirchrode. Ab 1948 war er Geschäftsführer und Generalsekretär der Deutschen Partei in Niedersachsen und Bonn. Von 1948 bis 1950 war er Gemeinderat und Fraktionsvorsitzender in Schwicheldt. In der 4. und 5. Wahlperiode wurde er Mitglied des Niedersächsischen Landtages vom 6. Mai 1959 bis 5. Juni 1967. Bockenkamp wechselte in die CDU und gehörte ab 29. März 1962 zur CDU-Landtagsfraktion.
Bei der Bundestagswahl 1961 hatte er für die Gesamtdeutsche Partei, den Zusammenschluss von DP und GB/BHE kandidiert.

## Quelle
- Zur Person: Walter Bockenkamp. In: Rundblick 2007/169.
- Barbara Simon: Abgeordnete in Niedersachsen 1946–1994. Biographisches Handbuch. Hrsg. vom Präsidenten des Niedersächsischen Landtages. Niedersächsischer Landtag, Hannover 1996, S. 40.